# Casa fuerte de Castilla
La Casa Fuerte de Castilla Fue construida entre 1823 y 1825, -dos años después de la independencia de México- y fue la primera casa hecha de mampostería de la ciudad. El nombre de Casa fuerte se debe a que funcionó como cuartel general de las tropas españolas que pretendían reconquistar México en 1829 y también fue el recinto donde se llevó a cabo la ratificación de la capitulación de estas. Posiblemente es la edificación en pie más antigua de Tampico.[cita requerida]

## Ubicación
Se localiza en la esquina de las calles Francisco I. Madero (antes calle de la Unión) y Benito Juárez, en la esquina norte de la plaza la Libertad, en el centro histórico de Tampico, Tamaulipas.

## Estilo/Arquitectura
La construcción de mampostería y herrería importada luce un estilo colonial de costa, mientras retoma elementos afrancesados, como el resto del centro histórico de la ciudad.

## Relevancia histórica

### Fundación de la ciudad
Debido a la necesidad de una nueva aduana en la zona, la ciudad fue fundada bajo el nombre Santa Anna de Tampico el 12 de abril de 1823, por el general Antonio López de Santa Anna, después de que se rebelara en contra Agustín de Iturbide y viajara hacia San Luis Potosí y Veracruz.
Don Juan Benito de Castilla, miembro de la familia española de alcurnia de apellido Castilla, mencionada en los papeles agregados al acta de fundación, figura entre los primeros repobladores y fue alcalde de la ciudad de 1845 a 1847. Construyó el edificio, después de que se repartieran los terrenos de la localidad entre los fundadores primitivos, entre 1823 y 1825, en los primeros años del México Independiente.

### Batalla de Tampico de 1829

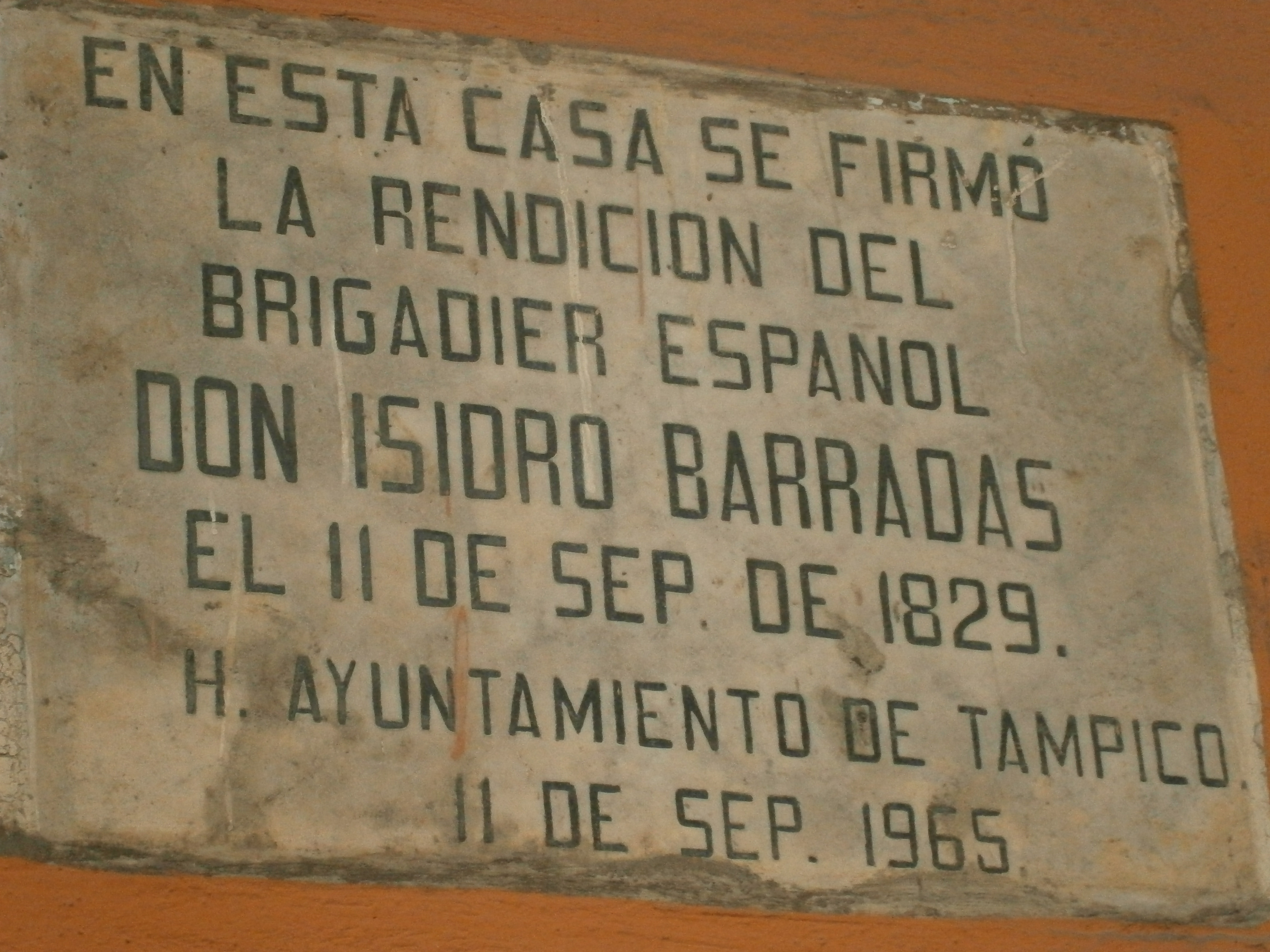
Placa colocada en 1965 por el Ayuntamiento de Tampico, describe el hecho histórico ocurrido en la construcción.

Durante el último intento de reconquista en 1829, al tomar Tampico el 7 de agosto, el Ejército de Vanguardia Español, comandado por el Brigadier Isidro Barradas, utilizó el edificio como Cuartel General con la aprobación de su propietario, quien con su familia y servidumbre auxilió a las tropas intervencionistas. Colocaron cañones, apuntando hacia donde se encontraban las tropas mexicanas, bajo el mando de Antonio López de Santa Anna. Así se llevaron a cabo varias batallas infructuosas, siendo la casa defendida por el español Eugenio de Aviraneta y sus hombres.
Fue el 21 de agosto, durante La Batalla de Tampico, cuando se revienta el cañón que los españoles tenían en la azotea de la construcción, cuando ésta fue bombardeada por el Ejército Mexicano desde el Paso de “El Humo”.
Sin embargo, no fue sino hasta que, aprovechando el huracán del 9 de septiembre y las inundaciones que provocó, el ejército mexicano finalmente pudo vencer al Ejército Español la noche de 10 al 11 de septiembre con la toma del Fortín de la Barra.
El Ejército de Operaciones Mexicano redactó y firmó la capitulación de los españoles en Pueblo Viejo, Veracruz, para que más tarde fuera firmada en la Casa Fuerte de Castilla por Barradas el 11 de septiembre de 1829, consolidando así la Independencia de México.
Gracias a esta victoria, el Congreso del Estado de Tamaulipas ha nombrado a la ciudad con el título de Heroico Puerto de Tampico, que hoy ostenta con orgullo.

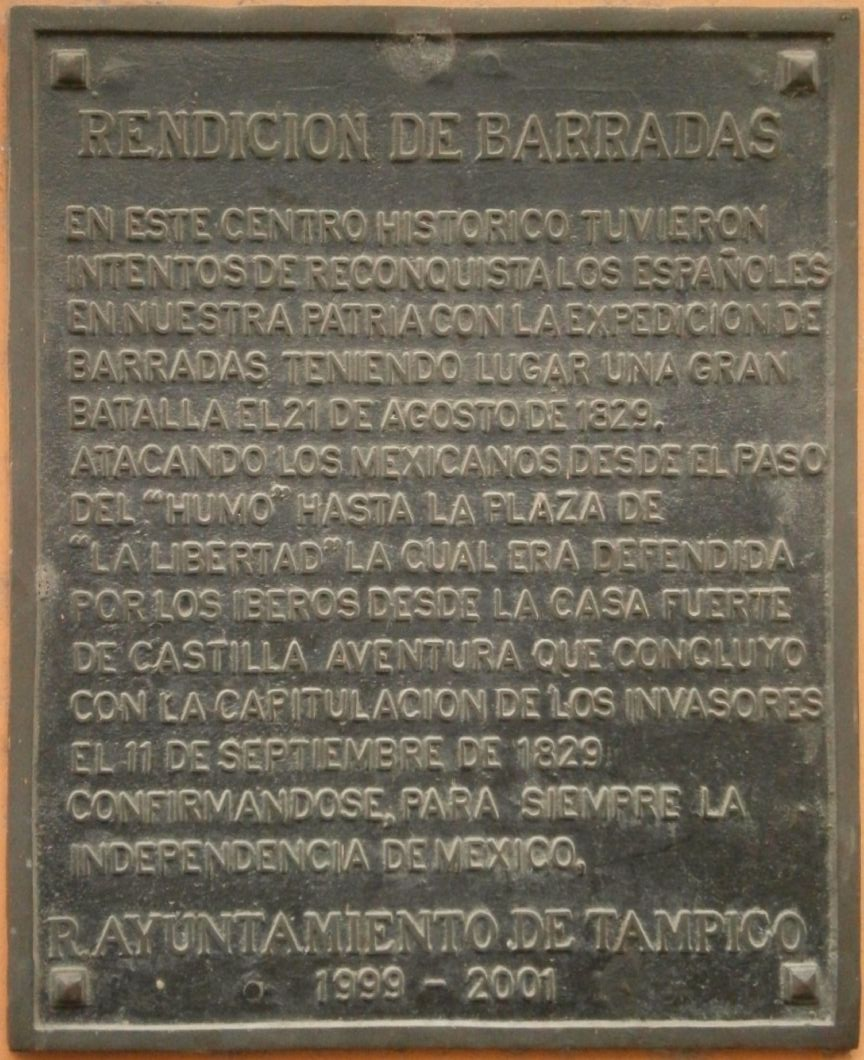
Placa que ostenta la Casa Fuerte de Castilla en el centro histórico de Tampico, en conmemoración a los sucesos ahí ocurridos en el intento de Reinvasión Española de 1829.

### Consulado español
Funcionó después como sede del Consulado Español, y ahí se hospedaría en 1842 el primer ministro plenipotenciario de España en México, Ángel Calderón de la Barca y Belgrano y su esposa Frances Erskine Inglis, autora escocesa del libro La vida en México, de título original Life in Mexico During a Residence of Two Years in That Country, en el que publicó las cartas que redactó durante su estancia en México y donde describe no sólo su vida personal, sino la vida cotidiana, costumbres y cultura de los lugares que visitó con su marido en diferentes regiones del país.
Al respecto de la casa Madame Calderón de la Barca escribió:

"Nos llevaron a la casa del cónsul Español, un edificio de piedra hermoso y ventilado, con alegre vista desde las ventanas, la primera casa de sillería construida en esta población..." 

## Actualidad
El Fideicomiso Centro Histórico de Tampico (FICETAM), en 1997, añadió elementos como el portal y el balcón de hierro forjado para que concordara con el del resto de los edificios que rodean la plaza de la Libertad. También se colocó, en un muro exterior, justo en la esquina de la construcción, una placa que narra los hechos históricos que ahí ocurrieron.
La hoy llamada también Casa Troya, está ocupada actualmente por un hotel, restaurante y varios comercios en su planta baja.